# Jorge Alcaraz
Jorge Alcaraz (4 luglio 1968) è un ex calciatore paraguaiano, di ruolo difensore.